# Nerea Pena
Nerea Pena Abaurrea (n. 13 decembrie 1989, în Pamplona) este o handbalistă din Spania care joacă pentru echipa norvegiană Vipers Kristiansand și pentru echipa națională a Spaniei.
Ea a participat la Campionatul European de Handbal Feminin din 2010, unde echipa Spaniei s-a plasat pe locul 11, dar Pena a fost votată în All-Star Team.
De asemenea, Nerea Pena a fost componentă a echipei Spaniei care a câștigat medalia de bronz la Campionatul Mondial din 2011, desfășurat în Brazilia.

## Palmares
- Eliteserien:
  - Câștigătoare: 2022

- Liga Campionilor EHF:
  -  Câștigătoare: 2021-2022